# Karīmābād-e Ābnīl
Karīmābād-e Ābnīl (persiska: کریم آباد آبنیل, Karīmābād-e Nīl, Karīmābād) är en ort i Iran.   Den ligger i provinsen Kerman, i den centrala delen av landet, 800 km sydost om huvudstaden Teheran. Karīmābād-e Ābnīl ligger 1 713 meter över havet och antalet invånare är 311.
Terrängen runt Karīmābād-e Ābnīl är platt åt nordost, men åt sydväst är den kuperad.Runt Karīmābād-e Ābnīl är det glesbefolkat, med 13 invånare per kvadratkilometer. Närmaste större samhälle är Khānūk, 15,8 km norr om Karīmābād-e Ābnīl. Trakten runt Karīmābād-e Ābnīl är ofruktbar med lite eller ingen växtlighet.